# Khí (triết học)
Khí (氣) là khái niệm cơ bản của văn hóa và triết học truyền thống Trung Quốc. Ý nghĩa tượng hình của chữ khí 氣 là "hơi (气) bốc lên từ gạo (米) đang nấu." 

## Khí và võ thuật
Khí trong võ thuật được hiểu là luồng chảy của nguồn năng lượng trong cơ thể.